# Pradžňápáramitá

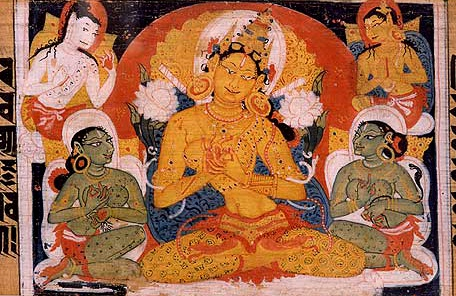
Pradžňápáramitá, personifikace z indického rukopisu vzniklého mezi lety 700–1100

Pradžňápáramitá (v sanskrtu, tibetsky Yumčen-mo, česky „Dokonalá moudrost“ nebo „Moudrost dovršená do dokonalosti“) je ženským buddhou reprezentující dokonalost moudrosti všech buddhů.

## Ikonografie

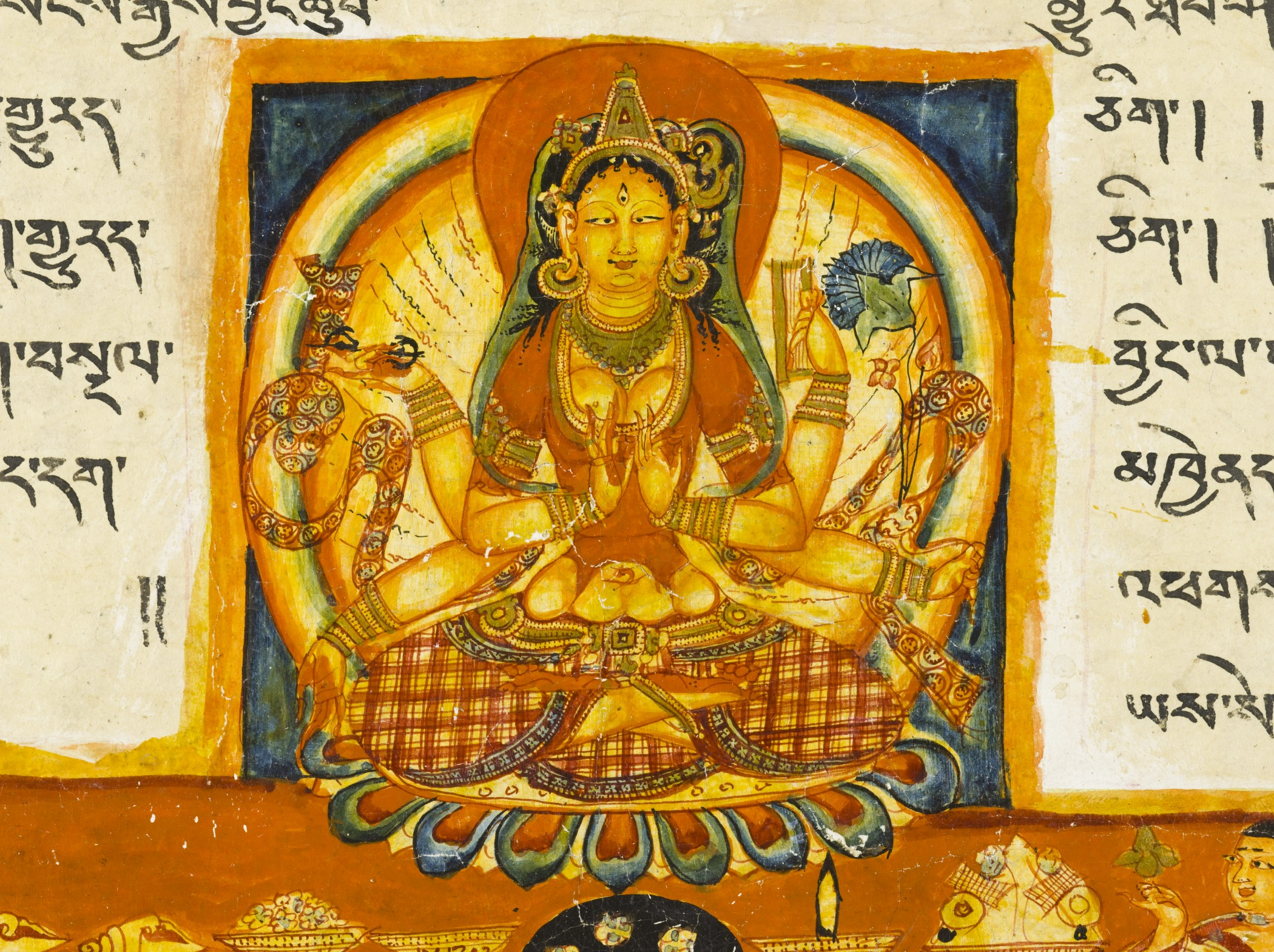
Pradžňápáramitá Déví v tibetském stejnojmenného rukopisu o 100 000 řádcích z 11. století

Pradžňápáramitá má žlutou či zlatou barvu, sedí v plné meditační pozici na lotosovém květu a měsíčním disku. Ve vnější pravé ruce drží dordže, v levé vnější drží texty dharmy. Vnitřní dvě ruce má složené v klíně v meditační pozici.